# White Collar
White Collar è una serie televisiva statunitense trasmessa dal 2009 al 2014 sulla rete USA Network.
Creato da Jeff Eastin, lo show vede protagonisti Matt Bomer e Tim DeKay, e narra le vicende di Neal Caffrey, un giovane genio della truffa che si ritrova a lavorare come consulente per l'agente dell'FBI Peter Burke.
In Italia la serie ha debuttato in prima visione satellitare nel 2010 su Fox Crime, per poi essere trasmessa da Fox, mentre in chiaro è trasmessa dal 2011 da Italia 1. La messa in onda in lingua italiana della prima stagione è avvenuta col titolo White Collar - Fascino criminale, mentre dalla seconda stagione lo show viene trasmesso in italiano col solo titolo originale.

## Trama
(Tagline della serie televisiva)
New York. Neal Caffrey è un giovane e affascinante mago della truffa, geniale e spavaldo. Peter Burke è invece un esperto agente dell'FBI che fa parte della White Collar Crime Unit, una divisione dell'agenzia che si occupa di crimini non violenti quali truffe finanziarie, falsificazioni e furti d'arte, perpetrati per la massima parte da persone di stato sociale medio-alto e spesso nell'ambito della loro professione.
I due sono agli antipodi, ma non potrebbero conoscersi meglio: infatti, dopo anni di indagini e inseguimenti, Burke è stato l'unico capace di catturare faticosamente Caffrey e consegnarlo alla giustizia. Pur di non rimanere in prigione, Neal si offre come consulente a Peter per aiutare l'FBI nei suoi casi irrisolti, chiedendo come ricompensa la semilibertà. Sulle prime l'agente rifiuta, poi però capisce che l'esperienza di Caffrey nel settore potrebbe rivelarsi molto preziosa per risolvere le indagini della sua divisione.
Neal ottiene così il rilascio sotto la custodia di Burke e, pur tra alti e bassi, la loro collaborazione funziona così bene che Neal diviene un consulente fisso dell'FBI. Il ragazzo trova però difficile adattarsi al suo nuovo ruolo dall'altra parte della barricata, rischiando spesso di ricadere nelle vecchie abitudini; allo stesso modo, pur concedendogli molto credito, Peter non riesce mai a nutrire piena fiducia nell'operato di Caffrey, mostrandosi spesso sospettoso e prevenuto nei suoi confronti. La libertà ottenuta è indispensabile a Neal per scoprire dove sia finita Kate, la donna di cui è innamorato, e che dopo un ultimo colloquio in carcere è misteriosamente scomparsa.

## Episodi
Dopo il successo della prima stagione da 14 episodi, White Collar è stata rinnovata prima per una seconda stagione, a cui è poi seguita la conferma per una terza e una quarta stagione, tutte da 16 episodi; il rinnovo per una quinta stagione, inizialmente prevista anch'essa da 16 episodi, ha visto poi il numero degli episodi scendere a 13, e ha esordito negli Stati Uniti il 17 ottobre 2013. Il 21 marzo 2014 USA Network ha rinnovato la serie per una sesta e ultima stagione di sei episodi.
| Stagione         | Episodi | Prima TV USA | Prima TV Italia |
| ---------------- | ------- | ------------ | --------------- |
| Prima stagione   | 14      | 2009-2010    | 2010            |
| Seconda stagione | 16      | 2010-2011    | 2011            |
| Terza stagione   | 16      | 2011-2012    | 2012            |
| Quarta stagione  | 16      | 2012-2013    | 2013            |
| Quinta stagione  | 13      | 2013-2014    | 2014            |
| Sesta stagione   | 6       | 2014         | 2015            |

## Personaggi e interpreti

### Personaggi principali
- Neal Caffrey (stagioni 1-6), interpretato da Matt Bomer, doppiato da Marco Vivio.
È un abile e geniale truffatore. Dopo anni è stato finalmente catturato dall'agente Peter Burke e incarcerato, ma dopo che la sua ragazza Kate inaspettatamente lo lascia, decide di evadere per tornare da lei. Purtroppo per lui, Kate ha fatto perdere le sue tracce, e così viene subito riacciuffato da Burke. Per non tornare dietro le sbarre, Caffrey propone a Burke di aiutarlo nelle sue indagini in cambio della libertà, e così Neal diventa un consulente dell'FBI riguardo crimini legati a furti, truffe e falsificazioni (anche se viene sempre tenuto sotto controllo attraverso il braccialetto elettronico, che gli è stato applicato alla caviglia). Decisamente affascinante, Neal è un giovane amante della bella vita, che ama vestire con abiti sartoriali e apprezzare il buon vino, oltre che appassionato di arte (soprattutto rinascimentale), storia e opera. Dotato di un forte carisma, subito dopo essere uscito dal carcere entra nelle grazie di June (Diahann Carroll), una ricca vedova che l'ha accolto come un figlio nella sua lussuosa casa; qui si ritrova spesso a lavorare, insieme all'amico Mozzie, sui casi dell'FBI o su altre questioni riguardanti la sua vita privata. Dopo la morte di Kate sul finale della prima stagione, va alla caccia di chi ha fatto esplodere l'aereo in cui si sarebbe dovuto imbarcare con lei, alla fine della seconda stagione scopre essere stato Vincent Adler, a detta dello stesso Neal "l'uomo che mi ha fatto diventare ciò che sono". Nella terza stagione, dopo che Mozzie ha rubato il "Tesoro del sottomarino", inizia un'autentica caccia all'uomo con Peter che indaga su Neal e Neal che fa altrettanto, quando tutto sembra esser finalmente concluso a favore di Neal, ecco che l'agente Kramer interviene minacciando di portarlo a Washington, Neal ha paura e, dopo aver ricevuto il segnale da Peter, scappa a Capo Verde. Nella quarta stagione torna a New York grazie all'aiuto di Peter, e si mette sulle tracce dei poliziotti corrotti nell'unità di suo padre dato per morto da anni, grazie a un'amica di famiglia nonché ex-partner del padre, Ellen Parker, fino a scoprire un segreto malcelato di menzogne e corruzione. Nella quinta stagione, dopo aver collaborato alla cattura della criminale Rachel Turner, Neal fa domanda affinché la sua condanna sia ritirata. La richiesta non viene accolta e nel finale di stagione Neal viene rapito da uomini che distruggono la sua cavigliera, rendendolo irrintracciabile. I rapitori si riveleranno essere un gruppo di ladri internazionali, le Pantere Rosa, che vogliono rubare un cargo contenente più di 500 milioni di dollari. Nell'ultimo episodio viene apparentemente ucciso dal suo rivale Matthew Keller, ucciso in seguito da Peter, ma si scoprirà che aveva ingannato tutti ingerendo un veleno soporifero e dato per morto per evitare ripercussioni da parte delle Pantere una volta uscite di prigione. Nel finale lo si vede passeggiare libero per le strade di Parigi, sicuro che nessuno gli darà più la caccia.
- Peter Burke (stagioni 1-6), interpretato da Tim DeKay, doppiato da Antonio Sanna. È un agente della sezione White Collar Crime Unit dell'FBI di New York. Burke è uno degli elementi più esperti dell'Agenzia nel campo dei cosiddetti crimini finanziari, in virtù di ciò accetta l'accordo di Neal come collaboratore dell'FBI in un regime di semilibertà, avvalendosi così del suo aiuto nelle sue indagini e talvolta anche nella vita privata, dove Neal lo aiuta a tenere vivo il rapporto con la moglie Elizabeth. Col tempo il legame lavorativo tra Peter e Neal si smussa e seppur regni una sottile diffidenza tra i due, diventa una vera e propria amicizia. Per quanto Peter voglia bene a Neal, è sempre in allerta perché sa che prima o poi accadrà qualcosa di pericoloso, dall'omicidio di Kate, passando per la ricerca del carillon, alle indagini per scoprire chi avesse ucciso Kate, fino al "tesoro del sottomarino" che scoprirà esser sempre stato nelle mani di Neal. Lascerà il suo posto a favore dell'agente Jones e diverrà padre di un bambino, chiamato Neal.
- Mozzie (stagioni 1-6), interpretato da Willie Garson, doppiato da Sandro Acerbo. È un piccolo truffatore, amico di Neal. Mozzie, in passato noto come Il Dentista di Detroit, è un modesto e innocuo falsario, ma dai molteplici contatti e dalle apparentemente infinite risorse, e proprio per questo è di aiuto a Neal sia nelle sue indagini con Peter che in quelle per scoprire dove sia finita Kate. Orgoglioso del suo essere un criminale, Mozzie mal sopporta l'FBI e il fatto che il suo amico Neal sia costretto a lavorarvi, odiando tutto ciò che riguarda la burocrazia, il controllo delle masse, in poche parole il Sistema; Peter dal canto suo lo considera un individuo eccentrico e un po' fuori di testa, ma tutto sommato innocuo, e ben presto anche lui inizia a ricorrere alle sue "dritte" per cercare di risolvere qualche crimine. Il suo vero nome è Teddy Winters.
- Elizabeth Burke (stagioni 1-6), interpretata da Tiffani Thiessen, doppiata da Eleonora De Angelis. È la moglie di Peter. Sposata con lui da dieci anni, con il tempo Elizabeth ha imparato a "sopportare" le assenze del marito per via del suo lavoro. Nonostante sia un'organizzatrice di eventi e non abbia quindi troppa dimestichezza con il mondo delle indagini, spesso si ritrova a discutere con Peter e con Neal dei casi di turno, e sovente riesce a dare una mano al marito. A differenza di Peter, ha subito preso in simpatia Neal, tanto da chiamare il figlio con questo nome. Elizabeth Burke gestisce una piccola azienda che organizza eventi e catering a New York: la Burke Eventi Premiere[11]. Laureata in discipline umanistiche, adora guardare il football in tv e tifa per i New York Giants[12]. Prima di aprire la sua azienda, lavorava come assistente in una galleria d'arte. Nel 1998 conosce Peter. L'agente infatti, indaga su un furto avvenuto nella galleria in cui lavorava e dopo due anni di fidanzamento, i due si sposano. Le sue letture preferite sono i romanzi gialli che vedono come protagonista Nancy Drew e predilige ascoltare musica jazz. Il suo attore preferito è Harrison Ford[12]. Elizabeth ha un carattere dolce e gentile. Spesso, con la sua capacità di mettersi nei panni delle altre persone aiuta Peter a non intestardirsi su una sola idea. Sarà lei infatti a convincere l'agente Burke a credere che Neal Caffrey sia evaso di prigione esclusivamente per rivedere la sua ragazza Kate, considerandolo un romantico[12]. Quando si trova a dover organizzare un evento di un certo prestigio, spesso chiede a Caffrey di aiutarla a degustare il cibo che acquista considerandolo un buon assaggiatore dal palato sopraffino. La sua tranquilla visione del mondo farà spesso cambiare idea a Peter, aiutandolo a capire come interagire con Neal. Avendo dovuto trascorrere del tempo con Mozzie, instaura con lui una tenera amicizia che si terrà sempre sul rispetto reciproco[11]. Nel corso della terza stagione dello show il personaggio di Elizabeth ricopre ruoli molto più ampi rispetto alle sue apparizioni precedenti. La critica e il pubblico hanno molto apprezzato le sue ampie performance che a detta dei produttori danno un senso di eleganza e charme all'intera serie. Il personaggio di Elizabeth ha ricevuto critiche positive già dall'episodio pilota.[senza fonte] All'inizio della serie il personaggio di Elizabeth avrebbe dovuto essere non un'organizzatrice d'eventi bensì una ragioniera, la Thiessen però propone ai produttori questa nuova sfumatura che loro accettano.[senza fonte] Durante la seconda stagione Tiffani Thiessen, interprete di Elizabeth, ha dovuto assentarsi per alcuni episodi poiché incinta, e non poteva quindi lavorare né tantomeno viaggiare in aereo tra New York (dove viene girata la serie) e Los Angeles (dove invece l'attrice vive con suo marito). In seguito a ciò, nella continuity il personaggio di Elizabeth viene fatto soggiornare per qualche settimana a Los Angeles per motivi di lavoro, e durante vari episodi la Thiessen è assente o appare sporadicamente con l'utilizzo del chromakey.
- Lauren Cruz (stagione 1), interpretata da Natalie Morales, doppiata da Rossella Acerbo.
È una giovane agente del team di Burke. A dispetto dell'età, conosce molto bene Caffrey, dato che è stato l'oggetto della sua tesi di laurea. Neal fa esplicitamente capire più volte di trovarla affascinante, e lei stessa sembra avere una cotta per Neal, visto che in più occasioni si dimostra gelosa di lui quando una donna lo corteggia o viene da lui corteggiata.
- Diana Berrigan (stagioni 2-6, ricorrente 1), interpretata da Marsha Thomason, doppiata da Laura Facchin.
È un'agente dell'FBI che lavora nella sezione White Collar Crime Unit di New York. Nella squadra di cui fa parte il suo diretto superiore è l'agente Peter Burke. Dichiaratamente lesbica, è quindi l'unica a non cedere al fascino di Neal Caffrey, nonostante viceversa egli subisca il suo di fascino senza nasconderglielo. Ciò nonostante Diana è molto affascinata dalle abilità di Neal e dalla sua intelligenza[13]. Dopo aver aiutato Burke a catturare Caffrey successivamente la sua prima evasione, viene trasferita a Washington. In un momento in cui Burke non può agire, essendo senza distintivo a causa di una sospensione, le viene chiesto dal suo vecchio capo un aiuto delicato, dovendosi infiltrare a controllare i movimenti dell'agente Fowler e lei torna a New York mettendosi a sua disposizione e aiutandolo. Dalla seconda stagione della serie diventa un personaggio stabile, rientrando a far parte della squadra di Burke. Diana è figlia di un diplomatico[13] e nel corso della sua infanzia ha girato il mondo in alberghi di lusso. Cresciuta dalla sua guardia del corpo di nome Charlie, ha assistito alla morte di quest'ultimo che è intervenuto per salvarle la vita[13]. Non ha alcun problema ad infiltrarsi e nel corso della seconda stagione interpreterà anche una prostituta d'alto bordo. Molto brava con le armi da fuoco, quando è costretta ad interagire con Mozzie nello scoprire chi ha ucciso Kate Moreau, lo farà più per l'amicizia che la lega a Neal Caffrey che per altro, non sopportando il carattere del piccolo truffatore. Di Caffrey pensa che sia uno sfacciato, ma lo rispetta soprattutto per la sua capacità di affascinare le vittime delle sue truffe. È una donna molto indipendente, capace di mettere al tappeto a mani nude qualsiasi uomo ed è abilissima con le pistole. Ha un carattere forte, capace di intimorire chiunque, Neal e Peter per primi, tagliente e incisiva con le parole quanto con i fatti. L'amicizia con Neal è caratterizzata soprattutto da spassosi momenti di paura di quest'ultimo nei confronti di Diana e dalle frasi pungenti che la donna gli riserva in risposta ai suoi complimenti. Entrambi tuttavia, si comportano gentilmente l'una con l'altro e sanno collaborare con grande efficacia unendo le capacità che permettono loro di compensarsi in modo perfetto.
- Clinton Jones (stagioni 4-6, ricorrente 1-3), interpretato da Sharif Atkins, doppiato da Roberto Gammino.
È un agente del team di Burke che svolge i più svariati compiti, compreso quello di sorvegliare Neal ed evitare una sua fuga. Anche lui, come Diana Lancing, entra stabilmente nella sezione White Collar Crime Unit dalla seconda stagione. È molto fedele a Peter e, come tanti altri in ufficio, è sempre pronto a sostenerlo ciecamente. Insieme a Diana è l'agente di cui Burke si fida di più. Ha un buon rapporto con Neal, di lui lo divertono soprattutto le occasioni in cui sminuisce le conoscenze di coloro che deve tenere sotto controllo quando Caffrey è sotto copertura, nonché vedere il suo successo con l'altro sesso. Diventa infine il nuovo direttore della sezione White Collar.
- Sara Ellis (stagione 3,[14] ricorrente 2 e 4), interpretata da Hilarie Burton, doppiata da Tiziana Avarista.
È un'investigatrice di una compagnia assicurativa, che in passato ha testimoniato contro Neal in un processo. Inizialmente intenzionata a riacciuffarlo e a riportarlo in prigione, col tempo inizia ad appassionarsi al mondo di Neal, scoprendo di divertirsi molto a lavorare con lui al punto da innamorarsi di lui nel corso della terza stagione. La loro relazione amorosa s'interromperà quando scoprirà che Neal ha il "tesoro del sottomarino", e pensava di fuggire all'estero, rimarranno comunque amici. Sara è una donna energica e capace, ma anche tranquilla e serena quando non lavora, sa maneggiare abilmente la pistola e anche le armi non da fuoco, e ha sempre la risposta pronta.

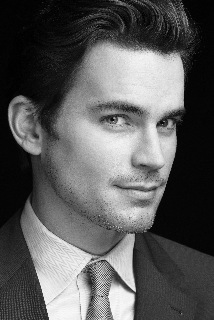
Matt Bomer interpreta Neal Caffrey
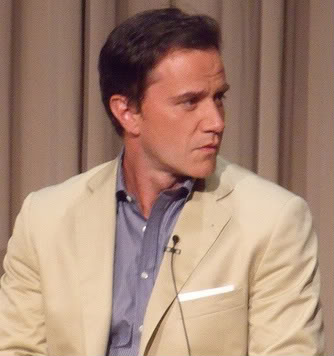
Tim DeKay interpreta Peter Burke
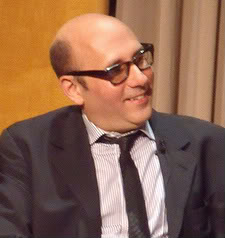
Willie Garson interpreta Mozzie
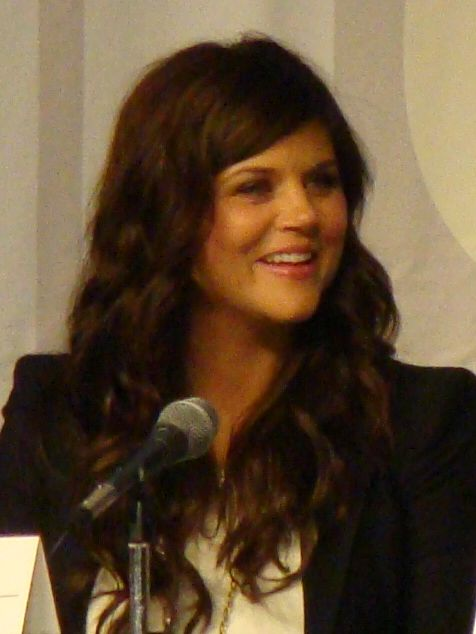
Tiffani Thiessen interpreta Elizabeth Burke
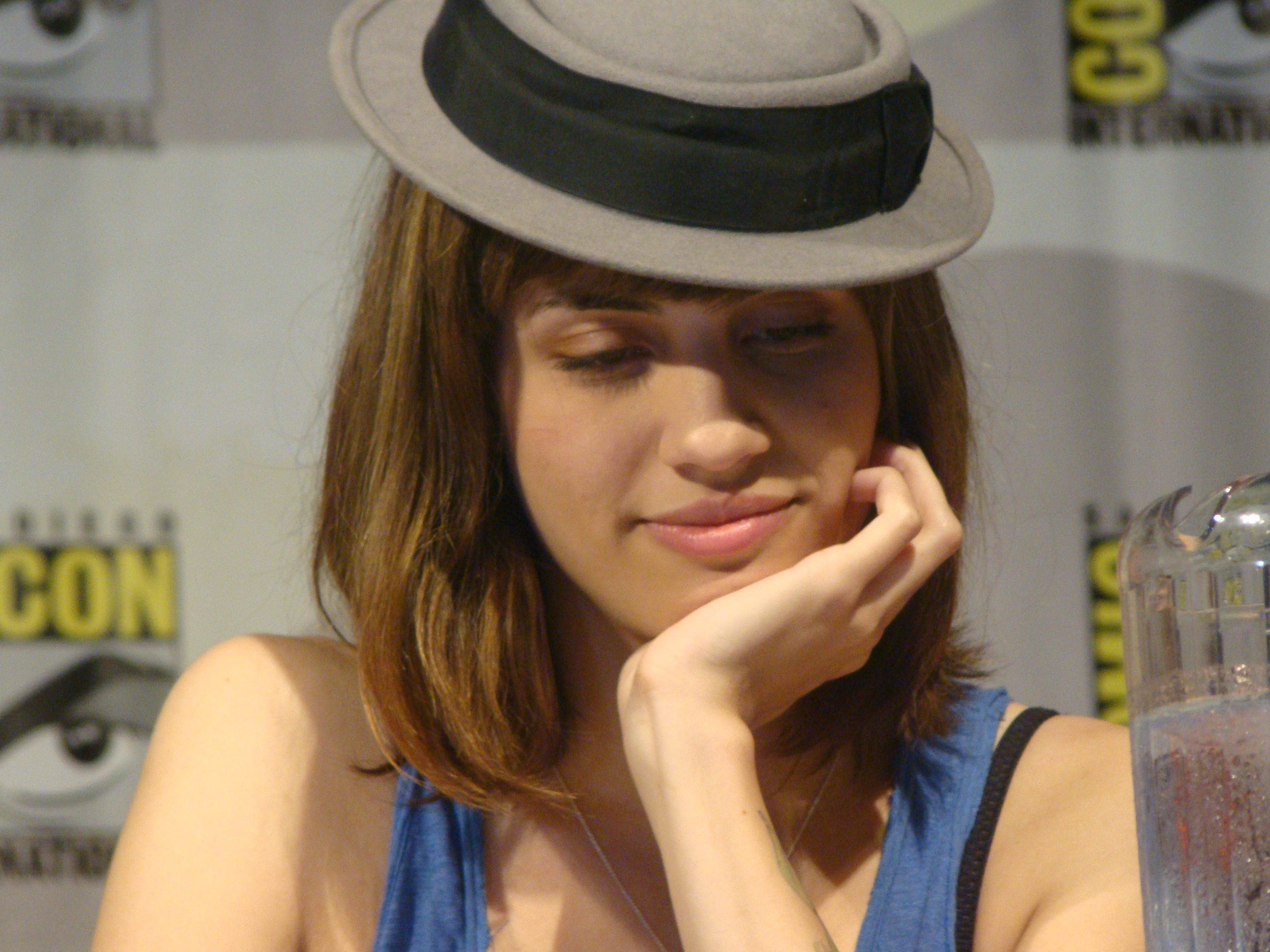
Natalie Morales interpreta Lauren Cruz
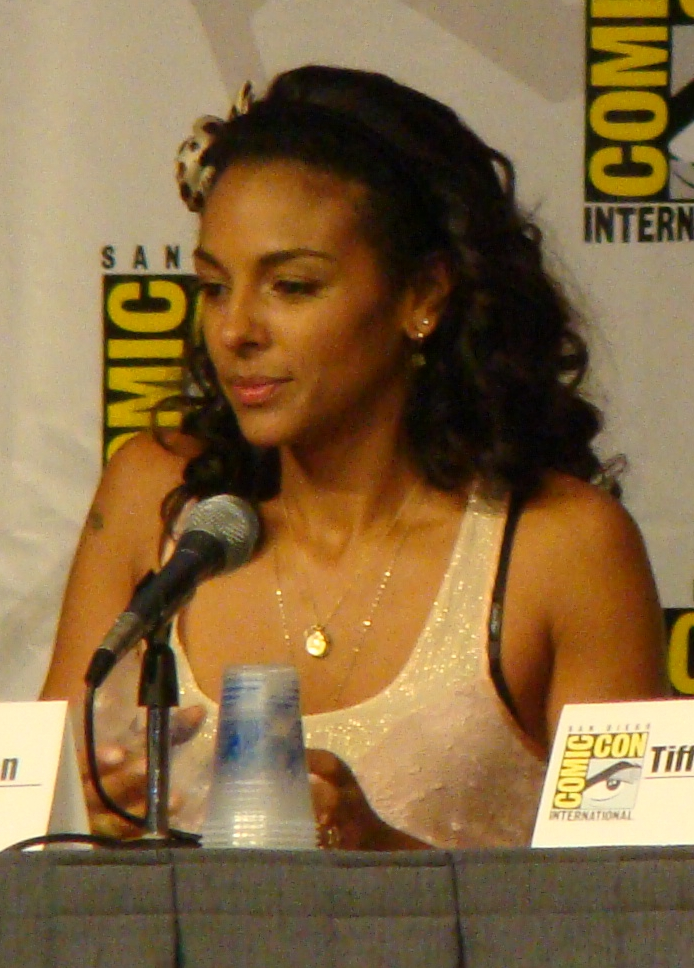
Marsha Thomason interpreta Diana Berrigan
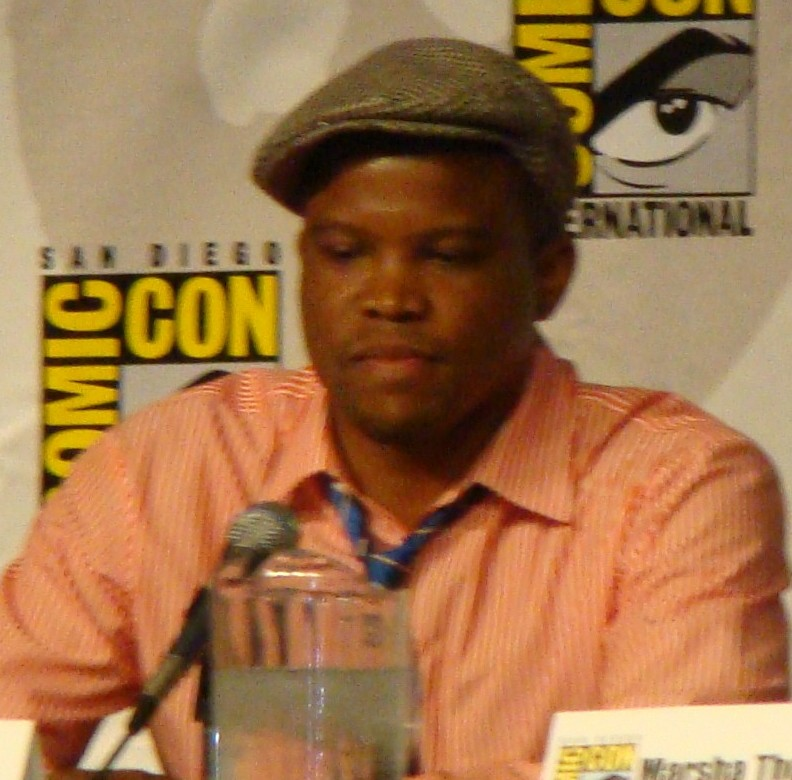
Sharif Atkins interpreta Clinton Jones
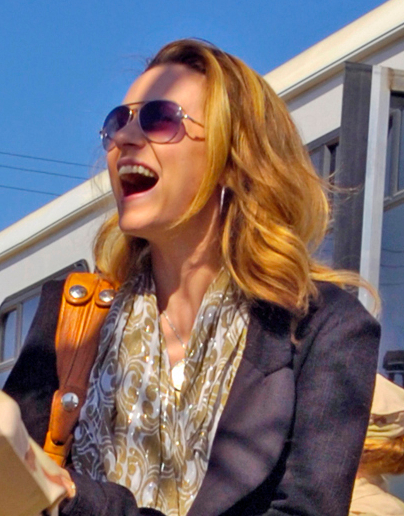
Hilarie Burton interpreta Sara Ellis

### Personaggi secondari
- Kate Moreau (stagione 1, guest 2), interpretata da Alexandra Daddario, doppiata da Letizia Scifoni.
È la ragazza di Neal, la quale è misteriosamente fuggita facendo perdere le sue tracce. Si scopre che per quanto volesse bene a Neal, il suo fine ultimo era quello di manipolarlo per ottenere una parte di ciò che Adler chiedeva. Muore nel finale della prima stagione, al posto di Neal in un attentato per colpa di Vincent Adler, infatti il piano prevedeva la presunta morte ma in realtà si sarebbe dovuta salvare assieme a Neal saltando dall'aereo quando erano in volo, facendo esplodere l'aereo, così sarebbero stati al sicuro.
- Alex Hunter (stagioni 1-4), interpretata da Gloria Votsis.
È la ex ragazza di Neal, un'affascinante ladra e ricettatrice, per cui lui prova ancora una forte attrazione. È una ragazza selvaggia, astuta e caparbia. La loro rottura non è mai stata davvero chiara, ma i due hanno un ottimo rapporto, contorniato da una certa ambiguità dovuta all'ancora presente attrazione reciproca, mai sopita (ogni qual volta che lei se ne va i due si baciano). È l'unica donna che sa tenerlo alle corde e che è capace di raggirarlo senza farsi fermare. Tuttavia, entrambi tengono molto l'uno all'altra e mettono sempre l'altro di fronte a una possibilità di guadagno personale, anche notevole. Ha imparato a fare gli origami da Neal e usa quelli a forma di fiore per comunicare con lui, è un'ottima borseggiatrice, anche se non è al livello di Neal perché, a detta del protagonista, punta troppo il bersaglio. Alex non ha mai nascosto l'infatuazione mai sopita per Neal, tanto che al termine della seconda stagione lo descrive come un "qualcosa di meraviglioso, ma irraggiungibile". I problemi tra loro non sono mancati, la mancanza di fiducia a causa dell'abilità di entrambi nel mentire (aggravata dal fatto che Neal è consulente dell'FBI e, come se non bastasse, ha anche imparato ad amare quel lavoro e lo continuerebbe una volta conclusa la sua custodia) e, a volte, l'assenza in alcuni momenti in cui l'altro avrebbe avuto bisogno di conforto (lui non l'andò a trovare quando era ferita in ospedale anni prima, lei non lo andò a trovare in prigione per tutto il tempo della sua condanna). Tuttavia, il loro continuare nell'incontrarsi e dimostrare forte attrattiva reciproca incoraggia i molti fan di questa possibile coppia a sperare.
- Garrett Fowler (stagioni 1-2), interpretato da Noah Emmerich, doppiato da Fabrizio Pucci.
È un agente della divisione OPR (Office of Professional Responsibility) del Dipartimento di Giustizia degli Stati Uniti, arrivato a New York per indagare su Caffrey, agente scaltro e poco raccomandabile che si scopre essere l'ennesima vittima di questa vicenda, è infatti il burattino di Adler che ha cercato d'incastrare Neal per il furto del Diamante rosa in cambio della sua libertà a seguito di uno scandalo che lo vedeva implicato nell'uccisione dell'assassino di sua moglie. Fowler torna nella seconda stagione svelando chi fosse il mediatore dell'intera operazione, tale Julian Larssen, interpretato da Paul Blackthorne, un mercenario ingaggiato da Adler.
- Reese Hughes (stagioni 1-4), interpretato da James Rebhorn, doppiato da Sandro Iovino.
È il capo della sezione White Collar Crime Unit dell'FBI di New York, in pratica il capo di Burke. Si fida ciecamente di Peter, e con il tempo arriva anche a fidarsi di Neal, tanto da non biasimare Peter se lo vuole proteggere e impedire che Neal venga trovato.
- June Ellington (stagioni 1-6), interpretata da Diahann Carroll, doppiata da Rita Savagnone.
È la ricca signora che ospita Neal nel suo lussuoso attico di Manhattan. È una donna molto gentile, quasi materna nei confronti di Neal. Il suo defunto marito, Byron, era un truffatore molto abile, simile a Neal in molti tratti caratteriali, motivo importante dell'ottimo rapporto con quest'ultimo. È una brava cantante e anche giocatrice di poker, inoltre conosce discretamente tutte le basi del furto e della truffa.
- Matthew Keller (stagioni 1-6), interpretato da Ross McCall, doppiato da Corrado Conforti.
Soprannominato da Peter "l'anti-Caffrey", è un criminale come il protagonista, ma al contrario di Neal, Keller è malvagio, molto scaltro, sempre una mossa davanti agli altri, non si fa molti scrupoli nell'uccidere qualcuno (durante un colpo con un socio e Neal, il terzo uomo, durante la fuga, disse di non trovare il proprio passaporto e iniziò a frugarsi nelle tasche, era su quella posteriore, ma ancora prima di poterlo trovare Keller gli sparò in testa). È, appunto, per questa sua caratteristica che il rapporto lavorativo fra i due è terminato, ma non è sempre stato così, una volta Keller e Neal erano buoni compagni, si coprivano le spalle a vicenda e Keller era uguale a Neal, finché un giorno, non si sa perché, cambiò e divenne pronto a tutto. Ha una capacità di prevedere le mosse altrui e di manipolare le persone eccezionale, è stato capace di sfruttare l'FBI più volte a proprio vantaggio per ripagare un fantomantico prestito a sei cifre alla mafia russa, ingaggiando un duello all'ultima bottiglia contraffatta con Neal nella prima stagione, rapendo Peter nella seconda stagione come diversivo per la fuga, e poi Elizabeth chiedendo in cambio il "tesoro del sottomarino" nella terza. Tutti i suoi tentativi falliscono miseramente, sul finire della terza stagione paga il suo debito a sei cifre consegnando "il tesoro del sottomarino" alle autorità russe in cambio della sua vita. Torna nell'ultima stagione dove entra a far parte di un gruppo di ladri internazionali insieme a Neal. Uccide il suo rivale (che tuttavia fingerà la sua morte sorprendendo tutti, incluso il suo amico Mozzie) e scappa con il denaro. Viene braccato da Burke, e nel tentativo di sparare all'agente dell'FBI viene ucciso dallo stesso.
- Vincent Adler (stagione 2), interpretato da Andrew McCarthy.
È un ricco e losco uomo d'affari legato al passato di Neal e Kate. L'uomo ha insegnato a Neal il suo stile di vita e a godere del piacere delle belle cose. Lavorando per lui, Neal ha conosciuto Kate, che era la sua segretaria. Adler scomparve misteriosamente dopo aver messo in atto uno schema Ponzi da un miliardo di dollari. È il responsabile della morte di Kate. Viene ucciso da Peter mentre sta per sparare a Neal.
- Philip Kramer (stagione 3), interpretato da Beau Bridges.
È stato l'istruttore di Peter negli anni del suo addestramento a Quantico, diventando poi il suo mentore. Lavora nella Art Crimes Unit dell'FBI a Washington, e come Neal è un grande esperto d'arte. A differenza di Peter, Kramer non è convinto dei buoni propositi di Neal, ed è in cerca di prove di reati pregressi per incastrarlo. Il suo obiettivo è far condannare Neal per poterlo trasferire a tempo indeterminato a Washington a lavorare nella sua unità, sotto il suo stretto controllo, non riuscirà nell'intento grazie a uno stratagemma ideato da Neal, Sara e la Sterling Bosch, Kramer però non si fa scrupoli e riesce a incastrare Neal il quale, resosi conto del pericolo, fugge a gambe levate con Mozzie.
- Ellen Parker (stagioni 3-4), interpretata da Judith Ivey.
È un membro del programma protezione testimoni. In passato era una poliziotta in servizio nel NYPD. Conosce Neal da quando era bambino, poiché lavorava con suo padre.
- Samuel Phelps/James Bennett (stagione 4), interpretato da Treat Williams, doppiato da Carlo Valli.
È un ex collega del padre di Neal e di Ellen. Si scoprirà poi essere il vero padre di Neal e aiuterà lui e Peter a trovare gli assassini di Ellen. Nel finale della quarta stagione uccide il senatore corrotto Terrence Pratt, ma la colpa ricade su Peter.
- Amanda Callaway (stagione 4), interpretata da Emily Procter, doppiata da Anna Rita Pasanisi.
- Rachel Turner/Rebecca Lowe (stagioni 5-6), interpretata da Bridget Regan, doppiata da Laura Lenghi.
Bibliotecaria del museo Gershon, si dimostra particolarmente attratta da Neal. Viene licenziata a causa del furto di un dipinto dal museo. Dopo aver iniziato una relazione con Neal, i due iniziano a lavorare sul Codice Mosconi, un manoscritto che contiene istruzioni codificate per arrivare al luogo dove si trova il gemello del Diamante della Speranza. Si scopre, però, che è proprio Rebecca l'assassina del nuovo supervisore di Neal, David Siegel, e del truffatore Curtis Hagen. Si scopre anche che il suo vero nome è Rachel Turner. Con l'aiuto di Neal, l'FBI la cattura, ma questa evade quasi uccidendo una guardia carceraria. Nel finale di stagione avvelena Mozzie e chiede, in cambio dell'antidoto, il Diamante della Speranza. Neal riesce però a ingannarla consegnandole un mattoncino al posto del gioiello: poco dopo, Rachel viene nuovamente catturata. Torna all'inizio della sesta stagione, dando informazioni a Neal su chi lo abbia rapito e si suicida mentre sta tornando in prigione, sapendo che lui non l'avrebbe mai voluta come compagna.

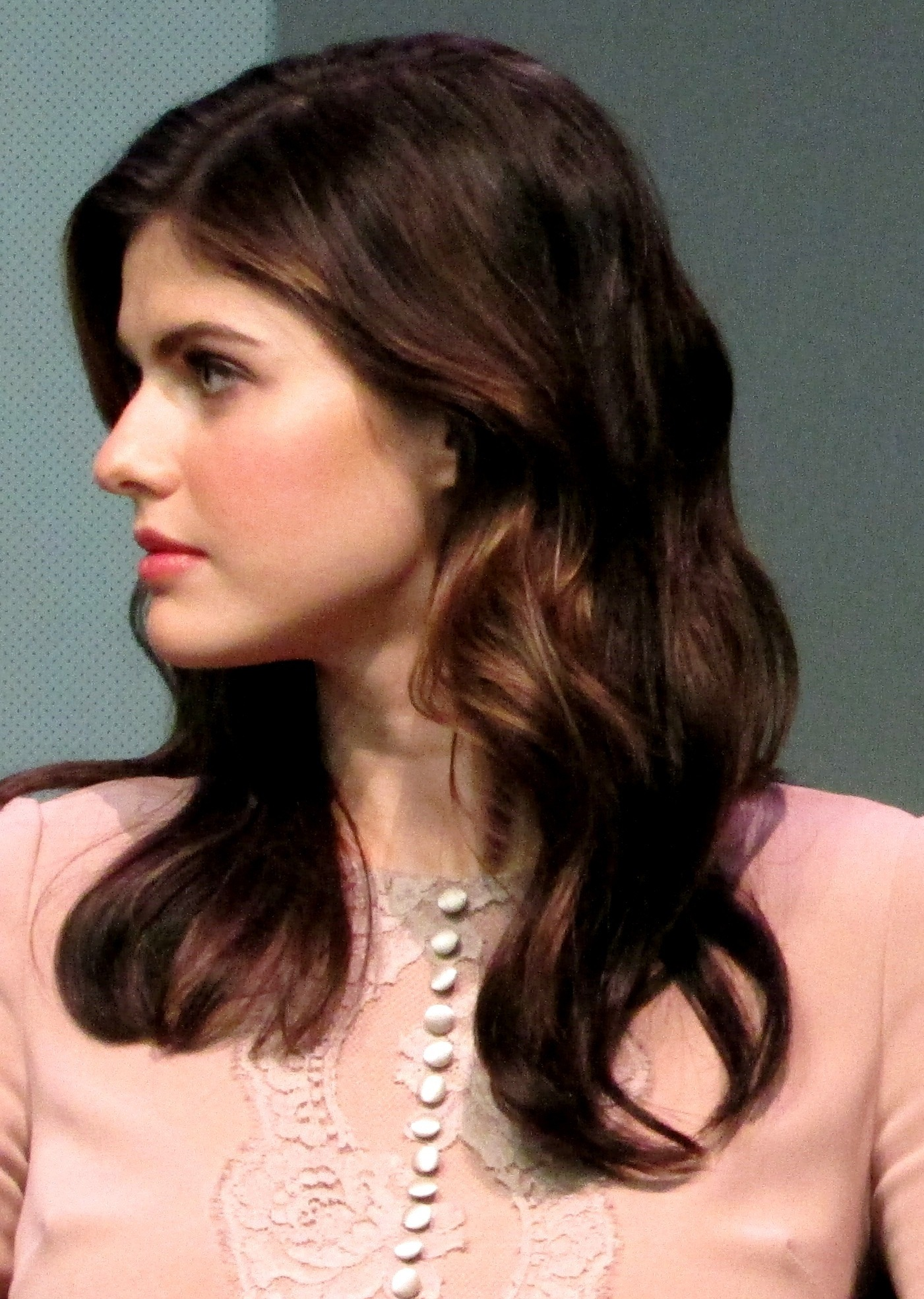
Alexandra Daddario interpreta Kate Moreau
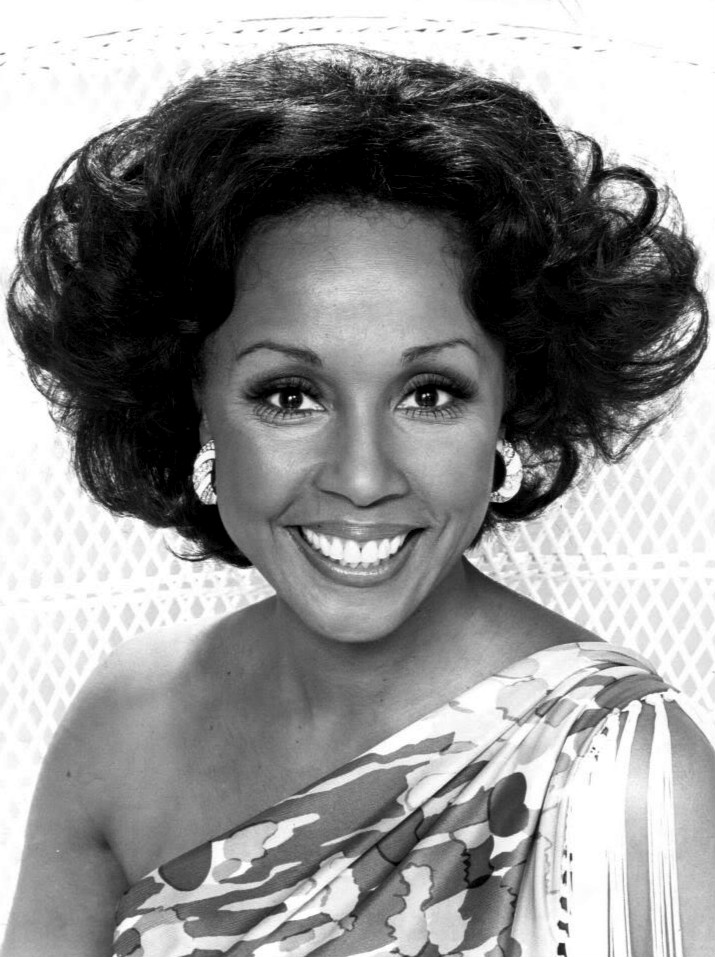
Diahann Carroll interpreta June
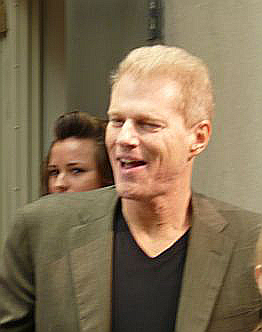
Noah Emmerich interpreta Garrett Fowler
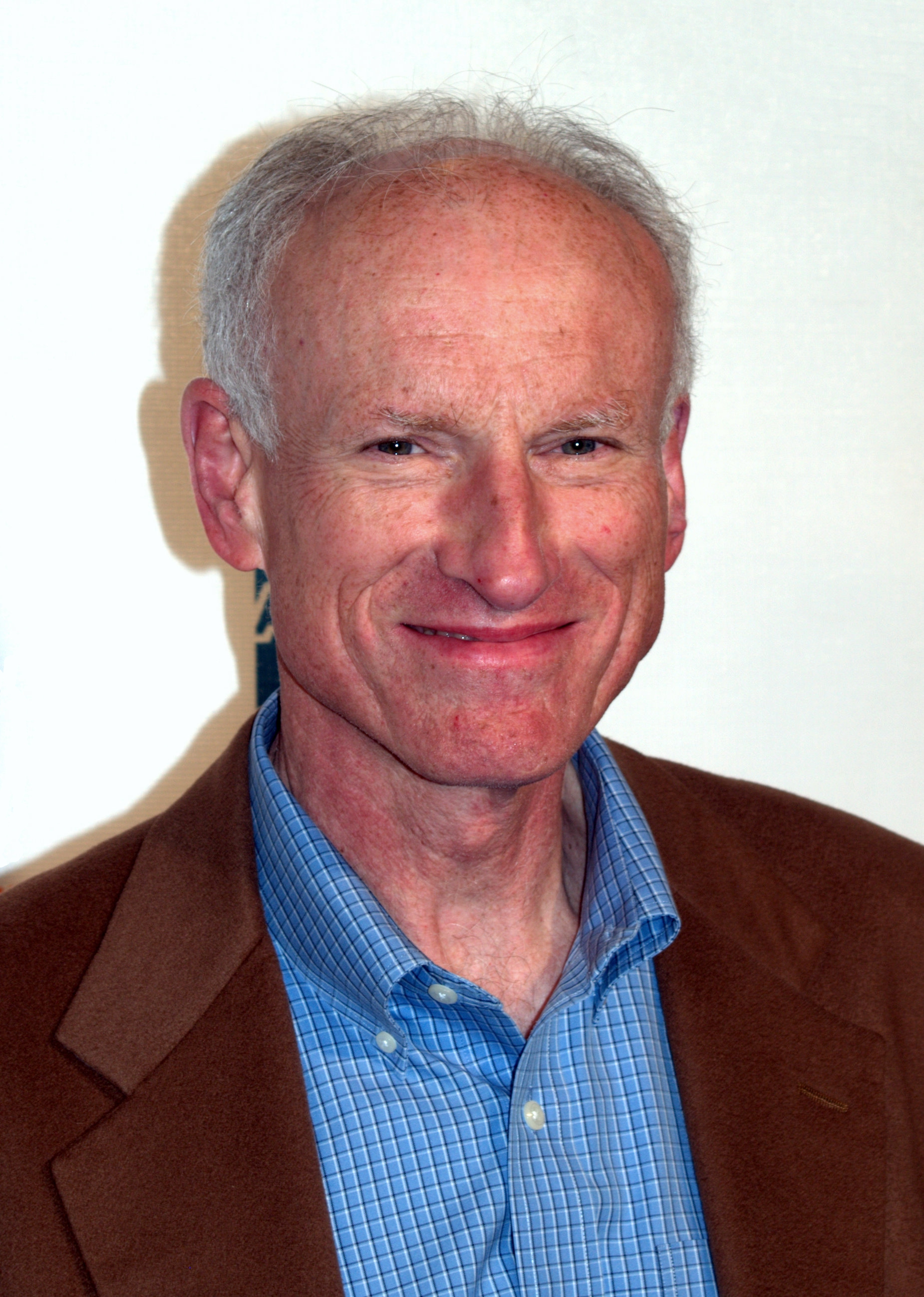
James Rebhorn interpreta Reese Hughes
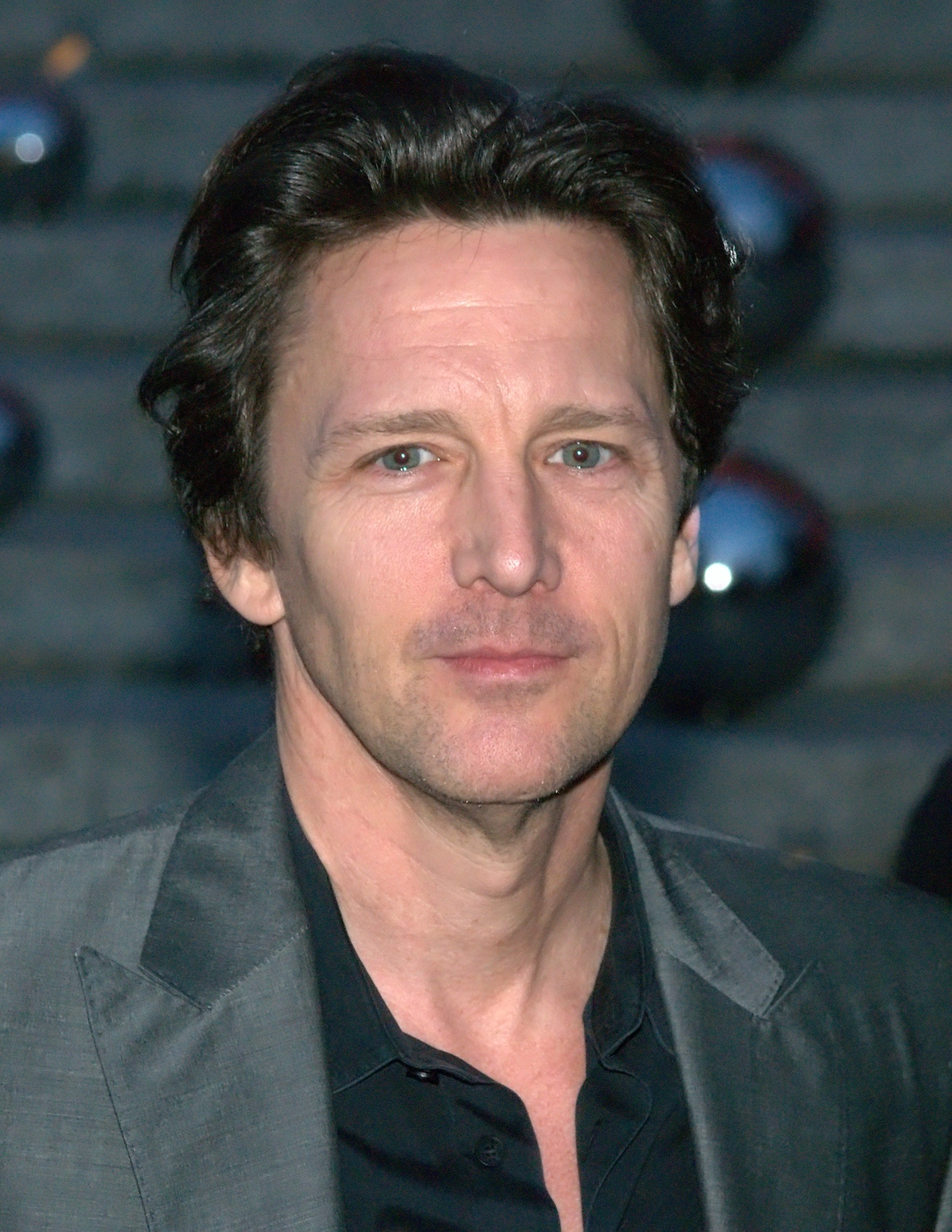
Andrew McCarthy interpreta Vincent Adler
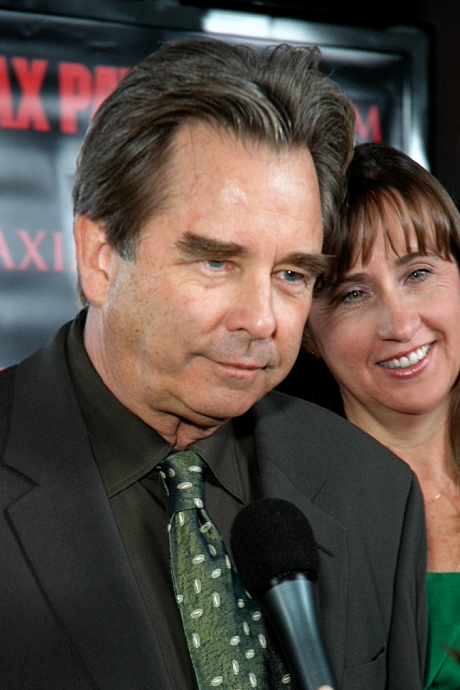
Beau Bridges interpreta Philip Kramer
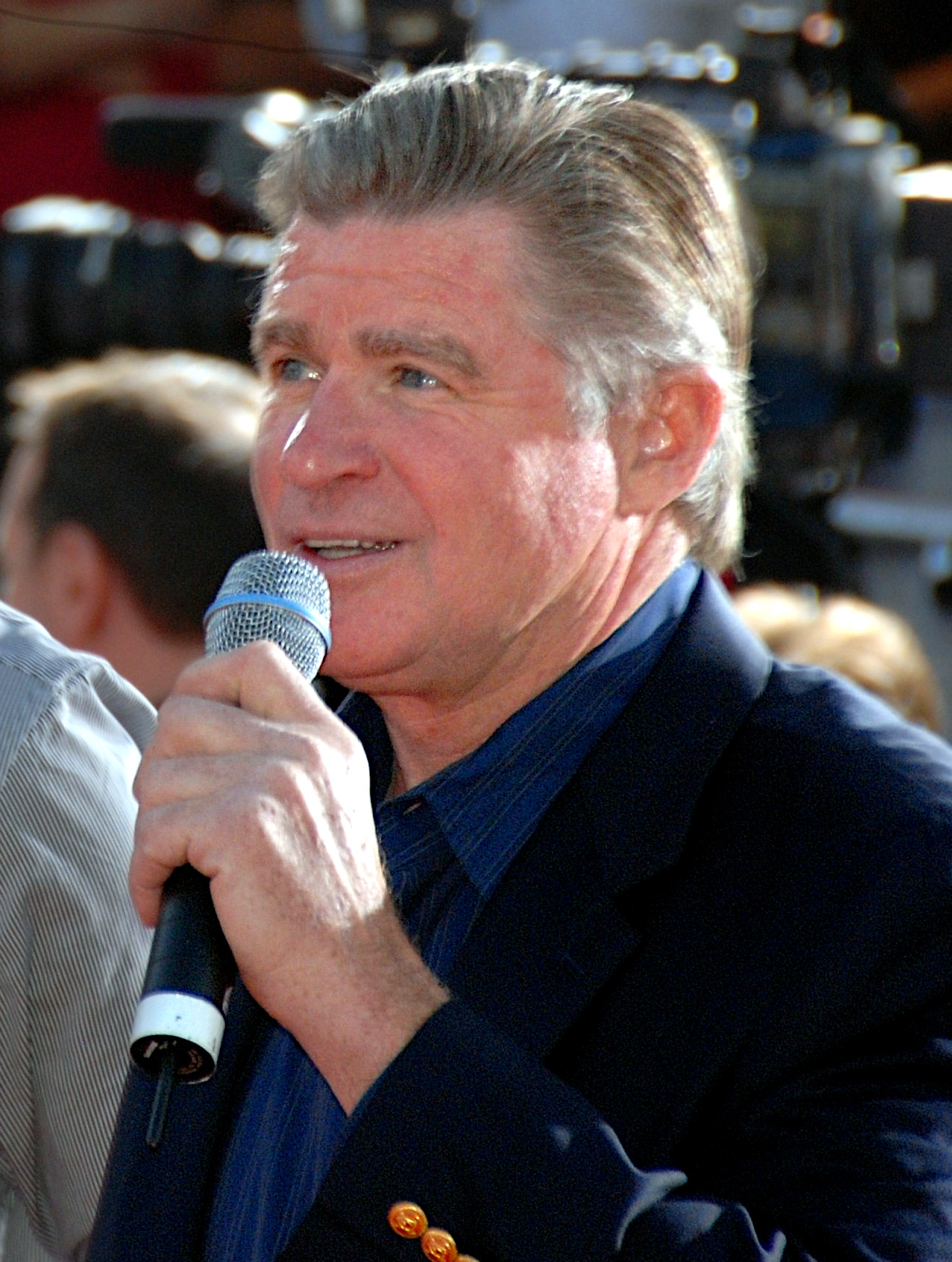
Treat Williams interpreta Samuel Phelps
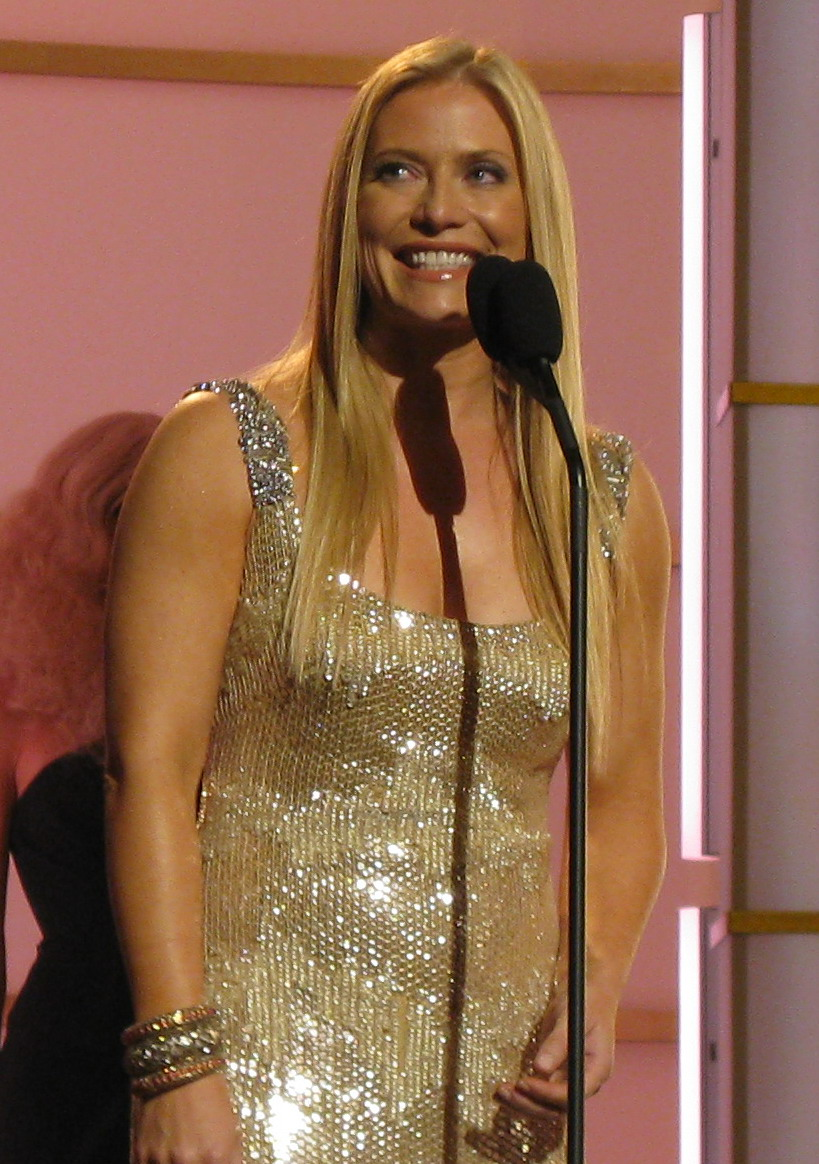
Emily Procter interpreta Amanda Callaway
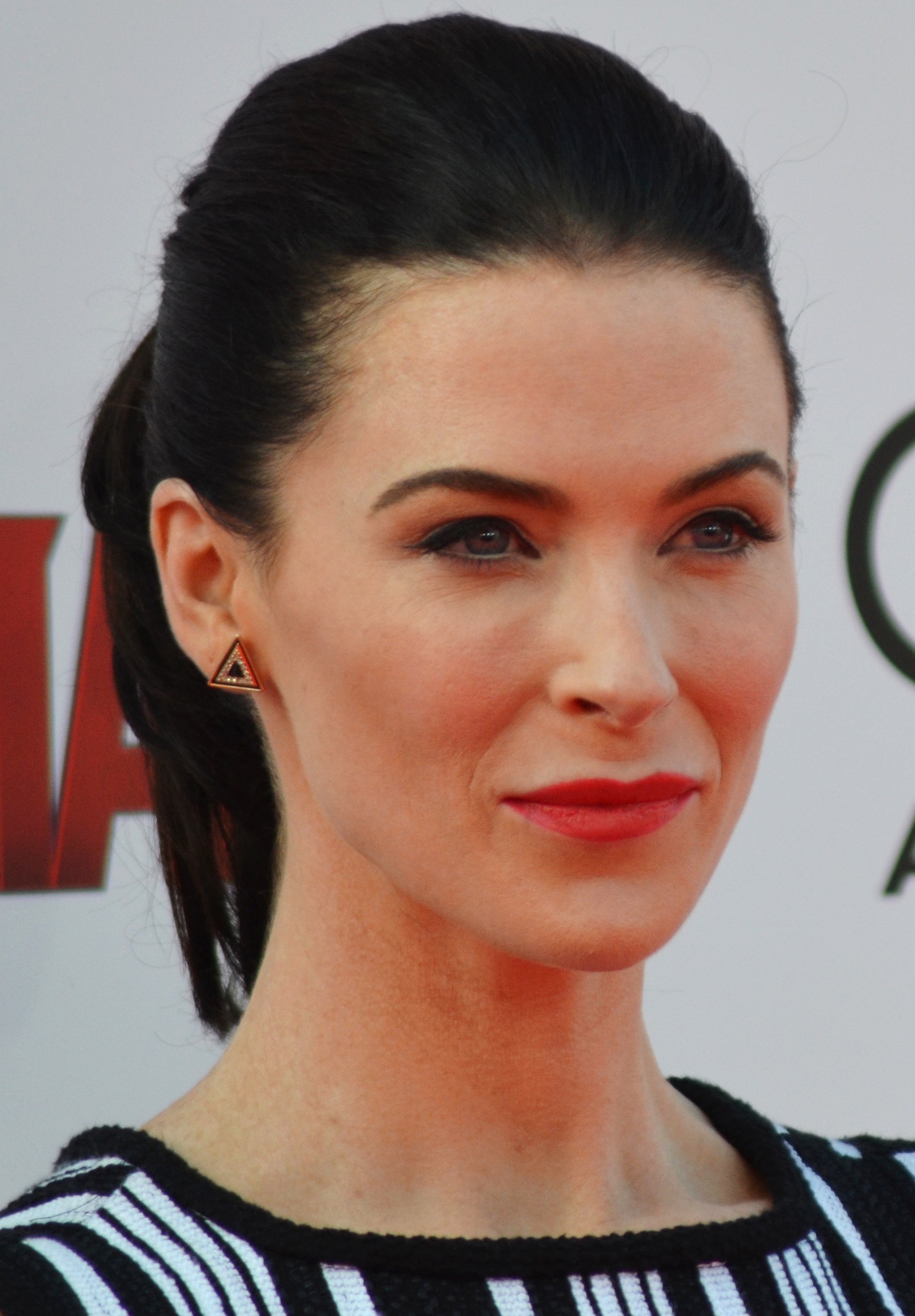
Bridget Regan interpreta Rachel Turner

## Riprese

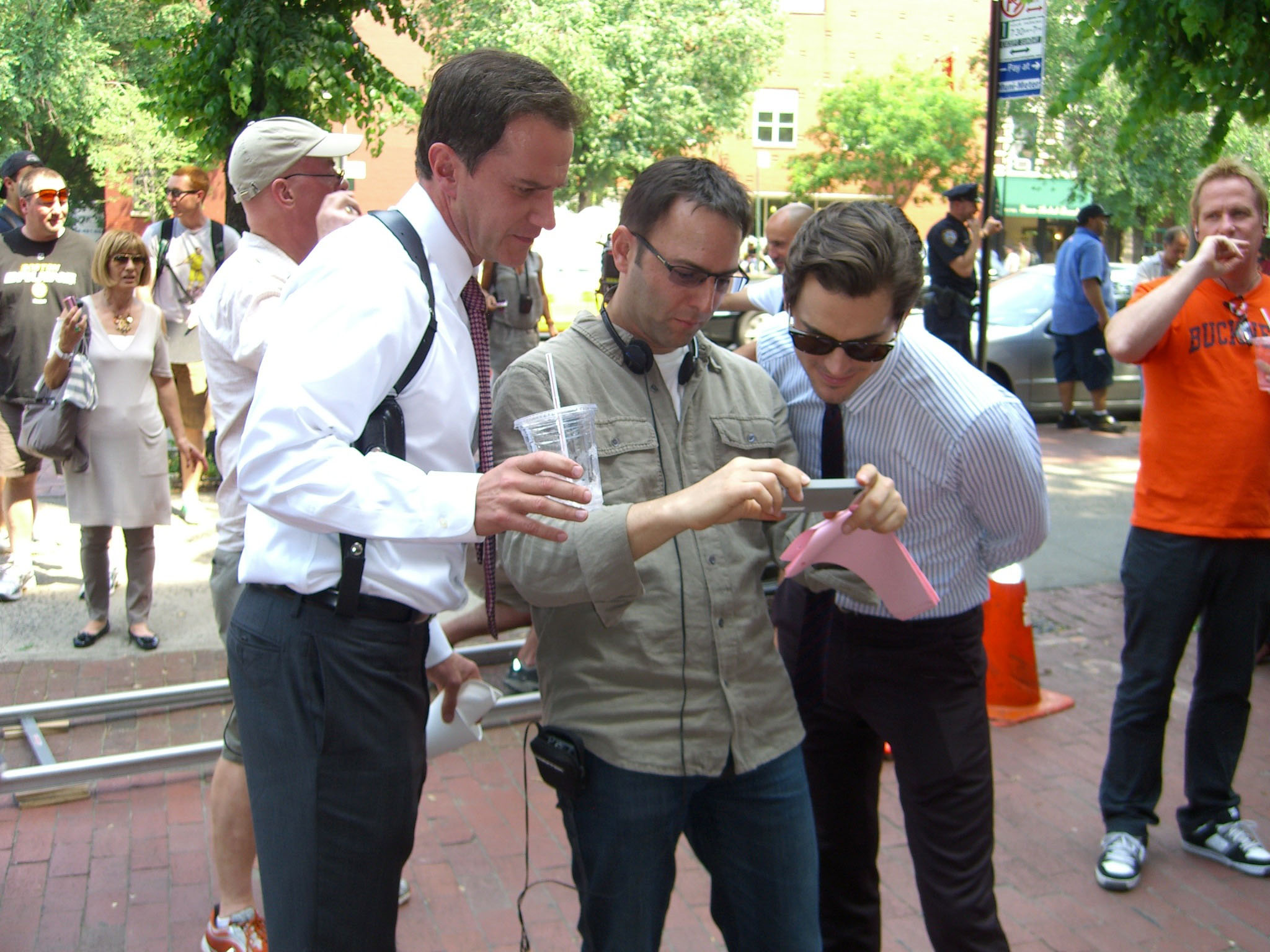
Tim DeKay (a sinistra) e Matt Bomer (a destra) nel 2011, durante le riprese esterne della serie a New York.

Le riprese esterne e le sole interne al pian terreno, riferite alla casa di June, sono state girate alla Schinasi Mansion, situata al 351 di Riverside Drive, a Manhattan.
All'interno dei Silvercup Studios East di New York sono stati invece allestiti i set permanenti della sede dell'FBI nonché delle abitazioni di Peter e Neal; in quest'ultimo set è stato inoltre costruito un ciclorama raffigurante lo skyline newyorkese, per fare da sfondo alla caratteristica terrazza con ringhiera in pietra, questa a sua volta ispirata a quella presente in un reale appartamento situato sul Riverside Drive.

## Riconoscimenti
- 2010 - Artios Award
  - Nomination Miglior casting per un episodio pilota drammatico a Julie Tucker, Ross Meyerson, Gayle Pillsbury e Bonnie Zane
- 2011 - People's Choice Awards
  - Nomination Ossessione televisiva
- 2012 - People's Choice Awards
  - Nomination Miglior serie televisiva drammatica via cavo
- 2012 - NAACP Image Award
  - Nomination Miglior attrice non protagonista in una serie televisiva drammatica a Diahann Carroll
- 2012 - Young Artist Awards
  - Nomination Miglior interpretazione in una serie televisiva - Giovane attore guest star 11-13 anni a Regan Mizrahi